# کیبوتص ملکیه

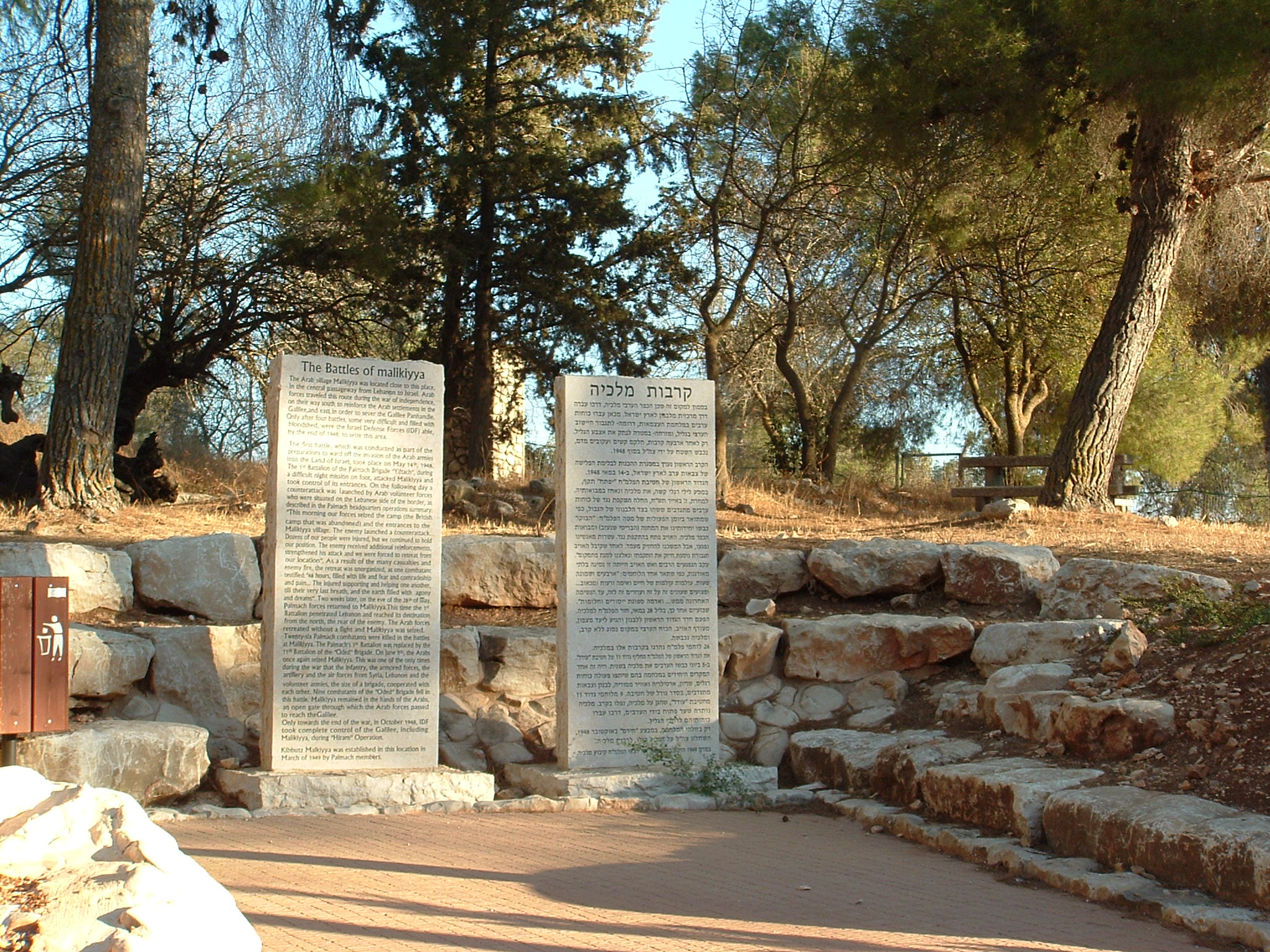
یادبود جنگ استقلال در کیبوتس ملکیا

ملکیه (عبری: מַלְכִּיָּה‎) کیبوتص در شمال اسرائیل است. این منطقه در نزدیکی مرز لبنان و کریات شمونا قرار دارد و تحت احتفاظ شورای منطقه ای جلیله علیا قرار دارد. این کیبوتص در سال ۲۰۱۷ دارای 446 نفر جمعیت بوده‌است.

## تاریخ
این روستا در مارس ۱۹۴۹ توسط شش سرباز سابق پالماخ تأسیس شد که در پایان جنگ اعراب و اسرائیل در سال ۱۹۴۸ از ارتش خارج شده بودند. واقع در سایت‌های روستاهای خالی از سکنه فلسطینی قدس و مالکیه، به نام ملکیه نامگذاری شده‌است، نامی باقی مانده از روستای کتاب مقدس ملکیا، که خود نام یک خانواده کشیشی است از زمان‌های کتاب مقدس (نحمیا ۱۰:۴) که در اینجا ساکن شدند و در سرزمین‌هایشان تأسیس شد.

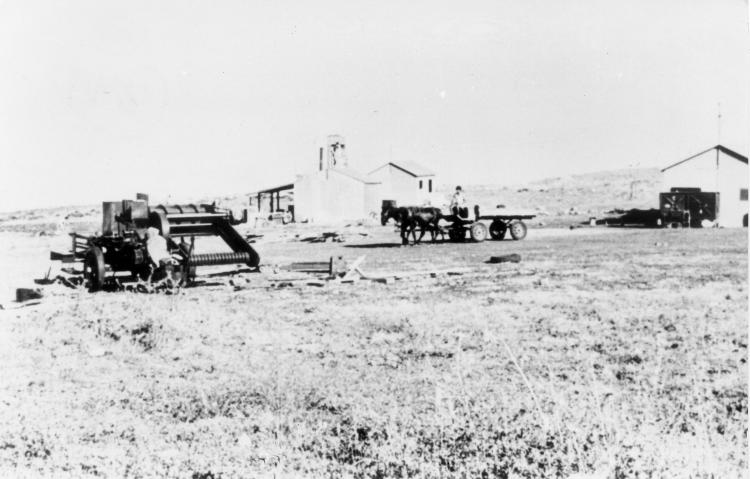
ملکیه اندکی پس از تأسیس
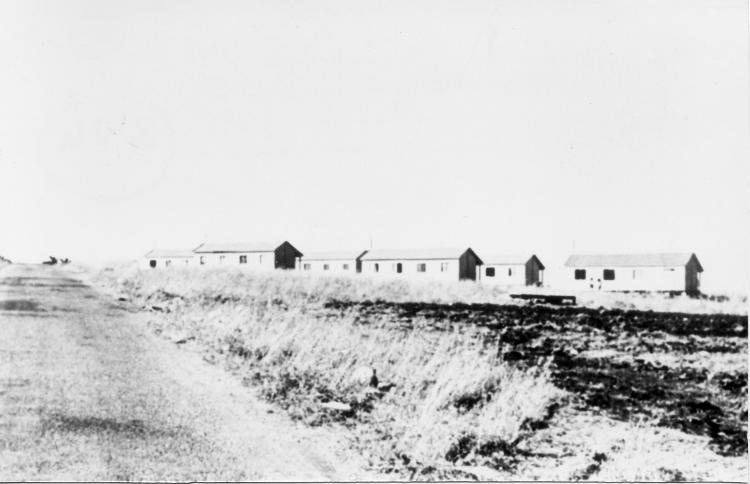
نمای اولیه ملکیه
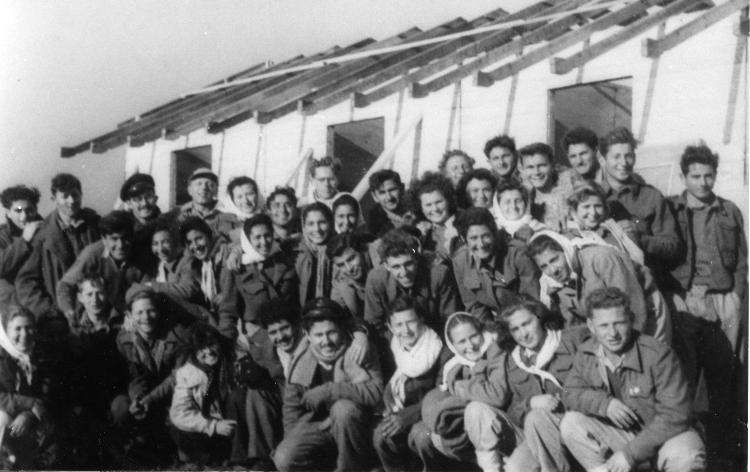
ساخت اولین کابین در ملکیه
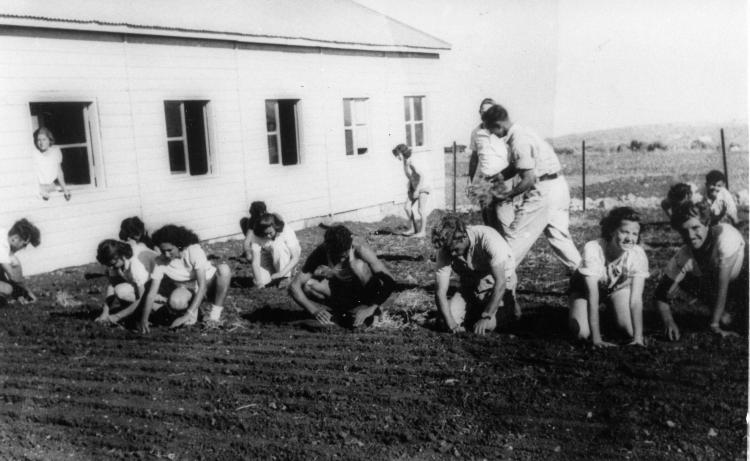
اعضای تیپ هارل در حال کاشت بذر علف در سال ۱۹۵۰